# Barbatula zetensis
Barbatula zetensis és una espècie de peix de la família dels balitòrids i de l'ordre dels cipriniformes.

## Morfologia
- Fa 6,6 cm de llargària màxima.
- L'origen de l'aleta pelviana es troba per sota de la base dels radis ramificats de l'aleta dorsal.
- El dors (entre el clatell i el final de la base de l'aleta dorsal) presenta entre 2 i 4 taques fosques.
- Aleta caudal lleugerament dentada.[5][6]

## Hàbitat i distribució geogràfica
És un peix d'aigua dolça, demersal i de clima temperat, el qual viu als rierols i rius de substrat pedregós i de grava de la conca del llac Skadar (conca del riu Morača, Montenegro i Albània).

## Observacions
És inofensiu per als humans i la seua longevitat és de 2 anys.